# Дзевича-Гура (Пуща-Зелёнка)
Дзеви́ча-Гу́ра (пол. Dziewicza Góra ) — холм на территории гмины Червонак Познанского повята Великопольского воеводства, Польша. Самая высокая вершина ландшафтного парка «Пуща-Зелёнка».

## География
Холм Дзевича-Гура находится в ландшафтном парке «Пуща-Зелёнка» и является его самой высокой вершиной.  Высота холма составляет 144,9 метров. Холм является вторым по высоте познанской холмистой системы и находится на границе Гнезненской возвышенности и Вшесинской равнины.

## История
Первоначально холм назывался «Дзевча-Гура» (Dziewcza Góra). Это название произошло от названия женского монашеского ордена цистерцианок, которым польский король Пшемысл I в 1242 году передал в собственность этот холм. На склонах холма обитает насекомое Польская кошинель (Porphyrophora polonica). Это насекомое завели здесь монахини для производства кармина. Название близлежащего населённого пункта Червонак произошло от этого производства. 
После пожара 1992 года, когда выгорело 250 гектаров леса, на вершине холма в 2005 году была построена противопожарная обзорная башня. Кроме своего непосредственного предназначения обзорная башня используется в качестве обзора туристами окрестностей. Ширина железобетонной башни в её основании составляет 40 метров. Высота смотровой башни составляет  33 метров. На уровне 30 метров находится смотровая площадка, с которой виден город Познань. 

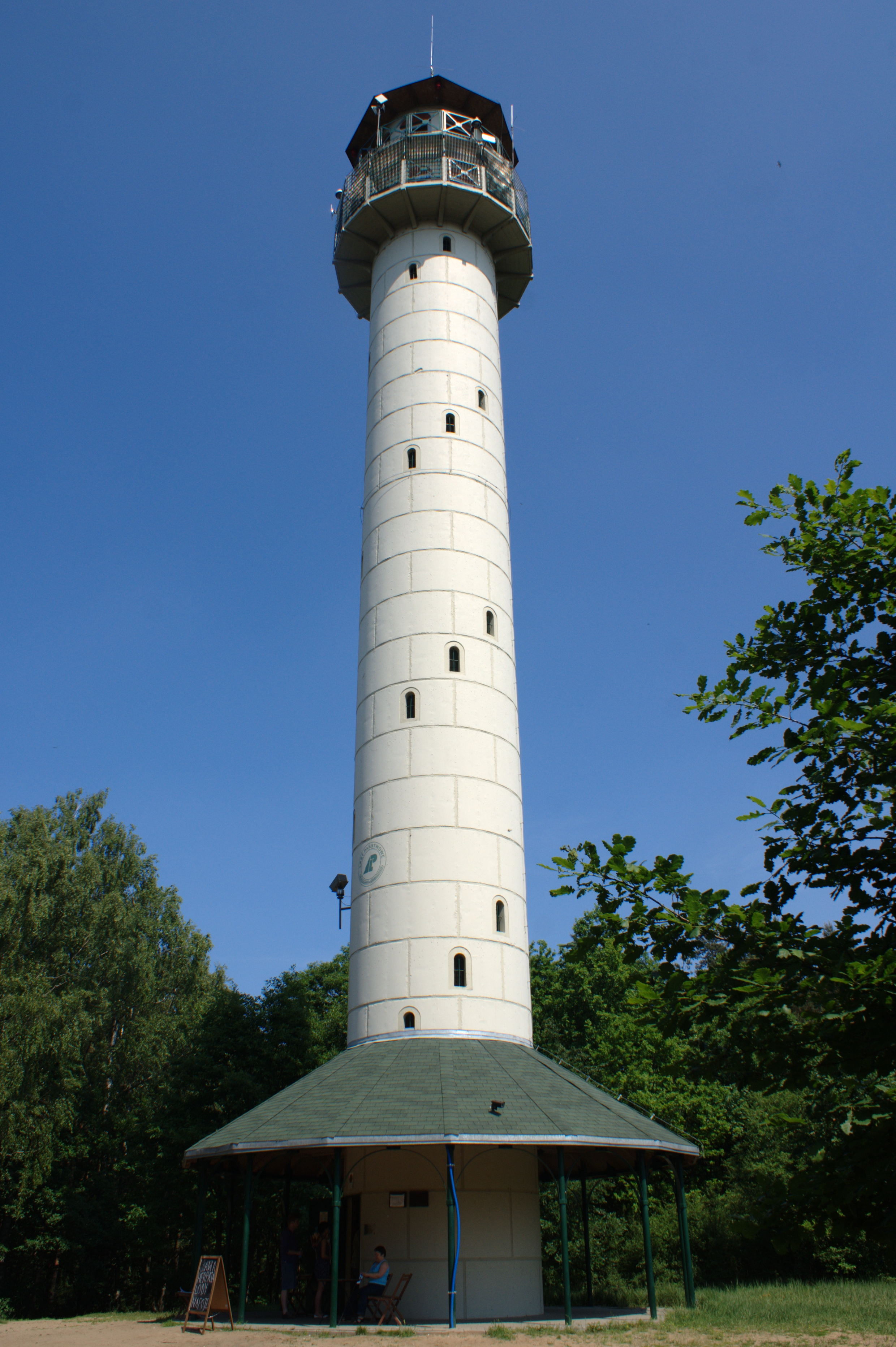
Смотровая башня на вершине холма Дзевича-Гура

## Описание
Холм покрыт смешанным лесом и является природной охранной зоной под управлением лесничества «Uroczyska Puszczy Zielonki». В некоторых участках находится дубовый древостой в последней фазе роста. На холме произрастают около 700 видов растений и 130 видов мхов, характерных для горных, лесных, луговых и степных условий. Своей структурой лес представляет образец первобытной пущи.